# Яцек Подсядло
Яцек Подсядло (нар. 7 лютого 1964, Шевня) — польський поет, прозаїк, перекладач, журналіст.

## Біографія
Яцек Подсядло народився у містечку Шевня поблизу Островця-Свєнтокшиського, працював на островецькому склозаводі імені М. Новоткі, а потім на будові. У 80-х роках співпрацював з  пацифістичним та екологічним рухом «Незалежність і спокій» (пол. Wolność i Pokój). Став відомим журналістом на Польському радіо в Ополе. З 1991 року був співробітником часопису «bruLion». На основі повсякденного досвіду лірично відтворює у своїй поезії автентичність і конфіденційність життя простої людини, проповідує скептицизм і відстороненість від суспільної організації. Він дуже любить подорожувати, тому деякі літературознавці називають його мандрівником, у творах якого Любов, Дорога, Бог завжди пишуться з великої літери. Творчість Яцека Подсядла не можна віднести до якоїсь із поетичних шкіл, він витворив свій індивідуальний стиль, який характеризується прагненням до класичного ідеалу, гармонії, основну увагу зосереджує на звуковій стороні тексту, поєднанні простоти з багатством мови.

## Творчість
Яцек Подсядло є автором багатьох поетичних збірок, публікував вірші та прозові уривки в більшості польських літературних журналів. Його вірші перекладалися, зокрема, на англійську, німецьку, словацьку, словенську та українську мови. Він також є автором путівника по Вільнюсу, виданого видавництвом «Pascal». У своїй творчості протистоїть всім формам соціального гноблення (держава, армія, освіта), проповідуючи анархічні та антивоєнні погляди.
З 1993 до 2008 року вів передачу «Криниця» на «Радіо Ополе». З 2009 року є автором програм на своєму «Домашньому Радіо "Криниця"» в Інтернеті. У 2000-2007 рр. був постійним оглядачем «Tygodnik Powszechny».

## Нагороди та премії
У 1992 р. був лауреатом Гран-Прі поетичного конкурсу ім. М. Моравської. Лауреат численних літературних премій, зокрема премії ім. Ґеорґа Тракля (1994), премії Фонду ім. Костельських (1998), премії ім. Чеслава Мілоша (2000); чотириразовий  номінант літературної премії «Nike» (у 1999 р. за збірку «Нічиє, божественне», у 2000 р. за збірку «Очищення Грема», у 2006 р. за збірку «Крига» і в 2015 р. за збірку «Крізь сон»). Номінант «Nagrody Literackiej Gdynia» 2009 року в категорії «Проза» за книжку «Життя, а особливо смерть Анжеліки де Санче», номінант поетичної премії ім. К. І. Галчинського «Орфей» 2015 за збірку «Крізь сон». У 2015 році отримав вроцлавську поетичну нагороду «Silesius» за внесок у літературу, а також поетичну премію ім. Віслави Шимборської.